# Rete filoviaria di Perugia
La rete filoviaria di Perugia era una linea filoviaria in esercizio dal 1943 al 1975.

## Storia
A Perugia il filobus arrivò nel 1943, anno in cui la SAER costruì e inaugurò la prima linea, tra la piazza d'Armi e la stazione FS di Fontivegge, in sostituzione della preesistente tranvia. Aperta all'esercizio il 28 ottobre 1943, la filovia fu attiva fino al successivo 2 novembre, quando la Wehrmacht requisì i mezzi.
Il servizio riprese il 16 giugno 1946, con l'acquisto di sei filobus Fiat (cui si aggiunsero tra il 1949 e il 1950 tre Breda) e l'apertura di due linee:
- 1 Stazione-via Pellas-Centro
- 2 Porta San Costanzo-Centro-Policlinico

Negli anni sessanta si procedette ad acquistare tre nuovi filobus Fiat e a trasformare in filoviario il tratto tra il policlinico e Sant'Erminio (costruito dalla svizzera Kummler & Matter): in questo decennio la rete si componeva di tre linee:
- 1 Stazione-Centro
- 2 Elce-Porta San Costanzo
- 3 Sant'Erminio-via F.lli Pellas

Il 6 novembre 1968 la neonata municipalizzata ATAM subentrò alla SAER nella gestione della rete filoviaria. Ad inizio anni settanta, constatata la vetustà del bifilare e delle vetture, si decise di smantellare la rete, operazione conclusa entro il 1975, anno in cui chiuse l'ultima linea ancora in esercizio, la 1.

## Caratteristiche tecniche
La filovia era alimentata a 550 V corrente continua. Il percorso, sinuoso e caratterizzato da forti pendenze a causa della morfologia della città, comprendeva lunghi tratti a singolo bifilare, in particolare sulle linee 2 e 3. Il deposito si trovava nei pressi della stazione FS.

## Mezzi
Le varie fonti sono discordanti al riguardo dei mezzi che prestarono servizio sulla filovia perugina nel 1943: alcune sostengono che sulla linea furono impiegati sei Fiat 635/580 carrozzati Breda, acquisiti di seconda mano, oltre a due rimorchi furgonati adibiti al servizio postale; altre che furono impiegati cinque filobus Breda ceduti dalla romana ATAC. Non è nota la sorte toccata ai filobus requisiti dall'esercito tedesco.
L'elenco dei mezzi che prestarono servizio dopo il conflitto è contenuto nella seguente tabella:
| Numeri sociali | Costruzione | Radiazione | Telaio      | Carrozzeria | Equipaggiamento elettrico | Note                                                                     |
| -------------- | ----------- | ---------- | ----------- | ----------- | ------------------------- | ------------------------------------------------------------------------ |
| 51-56          | 1946-1947   | 1971       | Fiat 635    | Varesina    | Breda                     | Il mezzo n. 51 è stato ceduto nel 1987 al Museo Nazionale dei Trasporti  |
| 101-103        | 1949-1950   | 1971       | Breda 2G    | Breda       | Breda                     | Il mezzo n. 101 è stato ceduto nel 1987 al Museo Nazionale dei Trasporti |
| 121            | 1938        | 1970       | Breda G80   | Breda       | Breda                     | Proveniente da Roma, in servizio dal 1951                                |
| 201-202        | 1962        | 1975       | Fiat 2404 F | Menarini    | CGE                       | Il mezzo n. 201 è stato ceduto nel 1987 al Museo Nazionale dei Trasporti |
| 211            | 1964        | 1975       | Fiat 2411 F | Menarini    | CGE                       |                                                                          |